# 約翰·J·勞德
約翰·雅各·勞德（英語：John Jacob Loud，1844年11月02日—1916年08月10日）是出身美國麻薩諸塞州韋茅斯的律師、出納員及發明家，他是歷史上第一位設計出書寫工具「原子筆」並申請專利的人物。然而，勞德發明出的原子筆主要是用在皮革、木材等粗糙物質上使用，不像往後匈牙利記者比羅·拉斯洛打造出的原子筆可在一般紙張上便利書寫，因此未獲得大眾普及。

## 生平

### 早年與職務
勞德出生過去搭乘五月花號來到美洲的家族後裔，在青年時期，勞德在家鄉韋茅斯當地高中求學，之後前往哈佛大學就讀法律系，並在1866年畢業。
1871年勞德在他父親任職的聯合國民銀行（Union National Bank）裡，任職助理出納員的工作。1872年勞德前往紐約州沙福郡擔任律師，並在同一年娶了艾蜜莉·凱斯·維克里（Emily Keith Vickery）為娶，她往後為勞德生下了8名孩子。
隨後勞德選擇返回家鄉繼續與父親在銀行業工作。1874年勞德的父親去世後，他持續就任出納員方面職務，之後曾身任韋茅斯儲蓄銀行（Weymouth Savings Banks）、德比學院（Derby Academy）、塔夫茨大學圖書館等機構的受託管理人。到了1895年，勞德在身體健康因素考量下辭職。

### 發明
在從事出納員期間，勞德有嘗試投入各種發明。1888年勞德發明了一種以金屬圓珠為筆尖，能在皮革上書寫的工具。雖然勞德的發明不同於一般鋼筆，有著可在粗糙物質上書寫的特點；但在一般紙張上反而不能便利使用，因此缺乏商業上的可行性，未獲得大眾青睞。
除了金屬圓珠的原子筆之外，勞德也曾註冊「玩具大砲」（Toy Cannon）、「爆竹大砲」（Firecraker Cannon）這幾項物品專利。

### 個人生活·晚年
在閒暇時間，勞德喜歡寫詩、創作歌曲、投入宗教，並有加入聯合公理會，且擔任過聯合宗教合唱團的指揮。他的姐姐安妮·法蘭西斯·勞德（Annie Frances Loud）也是擅長創作宗教音樂的作曲家。
勞德另外有投入系譜學領域的研究，他是緬因系譜學會（Maine Genealogical Society）、新罕布夏系譜學會（New Hampshire Genealogical Society）、新英格蘭歷史學會（New England Historic Genealogical Society）、韋茅斯歷史學會（Weymouth Historical Society）等組織的成員。他也有在公開場合發表過演說，例如曾於1900年在福爾河造船廠所打造出的第一艘軍艦上演講。
1916年8月10日勞德離世，他死後葬於韋茅斯一帶的鄉村公墓。
- 約翰·J·勞德設計的原子筆專利圖。
- 攝於1906年的約翰·J·勞德。